# Ben Browder
Robert Benedic "Ben" Browder (Memphis, Tennessee, 11. prosinca 1962.) je američki filmski i televizijski glumac.
Najpoznatiji je po glavoj ulozi u znanstveno fantastičnoj seriji Farscape i kasnije u Zvjezdana vrata SG-1.

## Filmografija

### Glavni glumac
| Godina | Naslov                                                          | Uloga                                    | Format                 |
| ------ | --------------------------------------------------------------- | ---------------------------------------- | ---------------------- |
| 1978.  | Duncan's World                                                  | Gates                                    |                        |
| 1990.  | Memphis Belle                                                   | Rookie Captain                           |                        |
| 1991.  | Daughters of Privilege                                          | Randy                                    | TV                     |
| 1991.  | A Kiss Before Dying                                             | Tommy Roussell                           |                        |
| 1992.  | The Boys of Twilight                                            | Tyler Clare                              | TV serija              |
| 1992.  | Secrets                                                         | Bill Warwick                             | TV                     |
| 1995.  | Big Dreams & Broken Hearts: The Dottie West Story               | Al Winters                               | TV                     |
| 1996.  | Innocent Victims                                                | Gary Eastburn                            | TV                     |
| 1997.  | Nevada                                                          | Shelby                                   |                        |
| 1997.  | Steel Chariots                                                  | D.J. Tucker                              | TV                     |
| 1997.  | Bad to the Bone                                                 | Brent                                    | TV                     |
| 1998.  | The Sky's On Fire                                               | Racer                                    | TV                     |
| 1998.  | Boogie Boy                                                      | Freddie                                  |                        |
| 1999.  | Farscape (1999 - 2003)                                          | John Crichton                            | TV serija              |
| 2002.  | Farscape: The Game                                              | John Robert Crichton, Jr. (posudio glas) | Videoigra              |
| 2004.  | Behind the Camera: The Unauthorized Story of 'Charlie's Angels' | Lee Majors                               | TV                     |
| 2004.  | A Killer Within                                                 | Sam Moss                                 | DVD Film               |
| 2004.  | Farscape: The Peacekeeper Wars                                  | John Crichton                            | TV                     |
| 2005.  | Zvjezdana vrata SG-1                                            | Lieutenant Colonel Cameron Mitchell      | (2005 -2007) TV serija |
| 2008.  | Stargate: The Ark of Truth                                      | Lieutenant Colonel Cameron Mitchell      | DVD film               |
| 2008.  | Stargate: Continuum                                             | Lieutenant Colonel Cameron Mitchell      | DVD film               |

### Sporedne i gostujuće uloge
| Godina | Naslov                                | Uloga            | Epizoda                                                      |
| ------ | ------------------------------------- | ---------------- | ------------------------------------------------------------ |
| 1993.  | Grace Under Fire                      | Eric             | 1.3 "Grace Undergraduate"                                    |
| 1994.  | Melrose Place                         | Adam             | 2.25 "The Two Mrs. Mancinis"                                 |
| 1994.  | Thunder Alley                         | Marcus           | 1.4 "Girls' Night Out"                                       |
| 1994.  | Murder, She Wrote                     | Ollie Rudman     | 11.9 "Murder By Twos"                                        |
| 1996.  | Strangers                             | Eric             | 1.3 "My Ward, My Keeper"                                     |
| 1996.  | Party of Five                         | Sam Brody        | 3.9 "Gimme Shelter" through 3.12 "Desperate Measures"        |
| 1997.  | Party of Five                         | Sam Brody        | 3.14 "Life's Too Short" through 3.19 "Point of No Return"    |
| 2003.  | CSI: Miami                            | Danny Maxwell    | 1.22 "Tinder Box"                                            |
| 2004.  | The Late Late Show with Craig Kilborn | John Crichton    |                                                              |
| 2005.  | Justice League Unlimited              | Bat Lash (voice) | 3.12 "The Once and Future Thing: Weird Western Tales: Part 1 |

### Scenarist
| Godina | Naslov               | Epizoda              |
| ------ | -------------------- | -------------------- |
| 1999.  | Farscape             | "Green-Eyed Monster" |
| 1999.  | Farscape             | "John Quixote"       |
| 2007.  | Zvjezdana vrata SG-1 | "Bad Guys"           |

## Vanjske poveznice
- BenBrowder.net
- Karlsweb Farscape e-Zine
- Ben Browder-Online
- Ben-Browder.com  Arhivirana inačica izvorne stranice od 1. svibnja 2010. (Wayback Machine)
- The Ben Browder Portal
- Britangie's Ben Browder Site  Arhivirana inačica izvorne stranice od 9. svibnja 2008. (Wayback Machine)